# John Bacon (Politiker)
John Bacon (* 5. April 1738 in Canterbury, Windham County, Colony of Connecticut; † 25. Oktober 1820 in Stockbridge, Massachusetts) war ein US-amerikanischer Politiker. Zwischen 1801 und 1803 vertrat er den Bundesstaat Massachusetts im US-Repräsentantenhaus.

## Werdegang
John Bacon war der Vater des Kongressabgeordneten Ezekiel Bacon (1776–1870) aus Massachusetts und Großvater von William J. Bacon (1803–1889), der Kongressabgeordneter für den Staat New York war. Er wuchs noch während der britischen Kolonialzeit auf und studierte bis 1765 am Princeton College. Nach einem Theologiestudium und seiner Ordination zum Geistlichen war er zwischen 1771 und 1775 in diesem Beruf in Boston tätig. Nach einem Zerwürfnis mit der dortigen Kirchenleitung gab er diese Tätigkeit auf und zog nach Stockbridge. Nach einem Jurastudium und seiner Zulassung als Rechtsanwalt begann er in seinem neuen Beruf zu arbeiten. Bacon schloss sich der amerikanischen Revolution an und wurde 1777 Mitglied im revolutionären Committee of Correspondence, Inspection, and Safety. In den Jahren 1779 und 1780 war er Delegierter auf Versammlungen zur Überarbeitung der Verfassung von Massachusetts. 1780 zählte er zu den Gründungsmitgliedern der American Academy of Arts and Sciences. Zwischen 1780 und 1798 war er mehrfach Abgeordneter im Repräsentantenhaus von Massachusetts bzw. Mitglied des Staatssenats.
Ende der 1790er Jahre wurde Bacon Mitglied der von Thomas Jefferson gegründeten Demokratisch-Republikanischen Partei. Bei den Kongresswahlen des Jahres 1800 wurde er im ersten Wahlbezirk von Massachusetts in das US-Repräsentantenhaus in Washington, D.C. gewählt, wo er am 4. März 1801 die Nachfolge von Theodore Sedgwick antrat. Bis zum 3. März 1803 konnte er eine Legislaturperiode im Kongress absolvieren, während der er Vorsitzender des Wahlausschusses war. Von 1803 bis 1806 saß Bacon nochmals im Senat von Massachusetts, dessen Präsident er im Jahr 1806 war. Damals war er auch Vorsitzender Richter am Berufungsgericht. Im Jahr 1809 wurde er Vorsitzender Richter am Obersten Gerichtshof von Massachusetts. Er starb am 25. Oktober 1820 in Stockbridge.